# Epe (Westfalen)

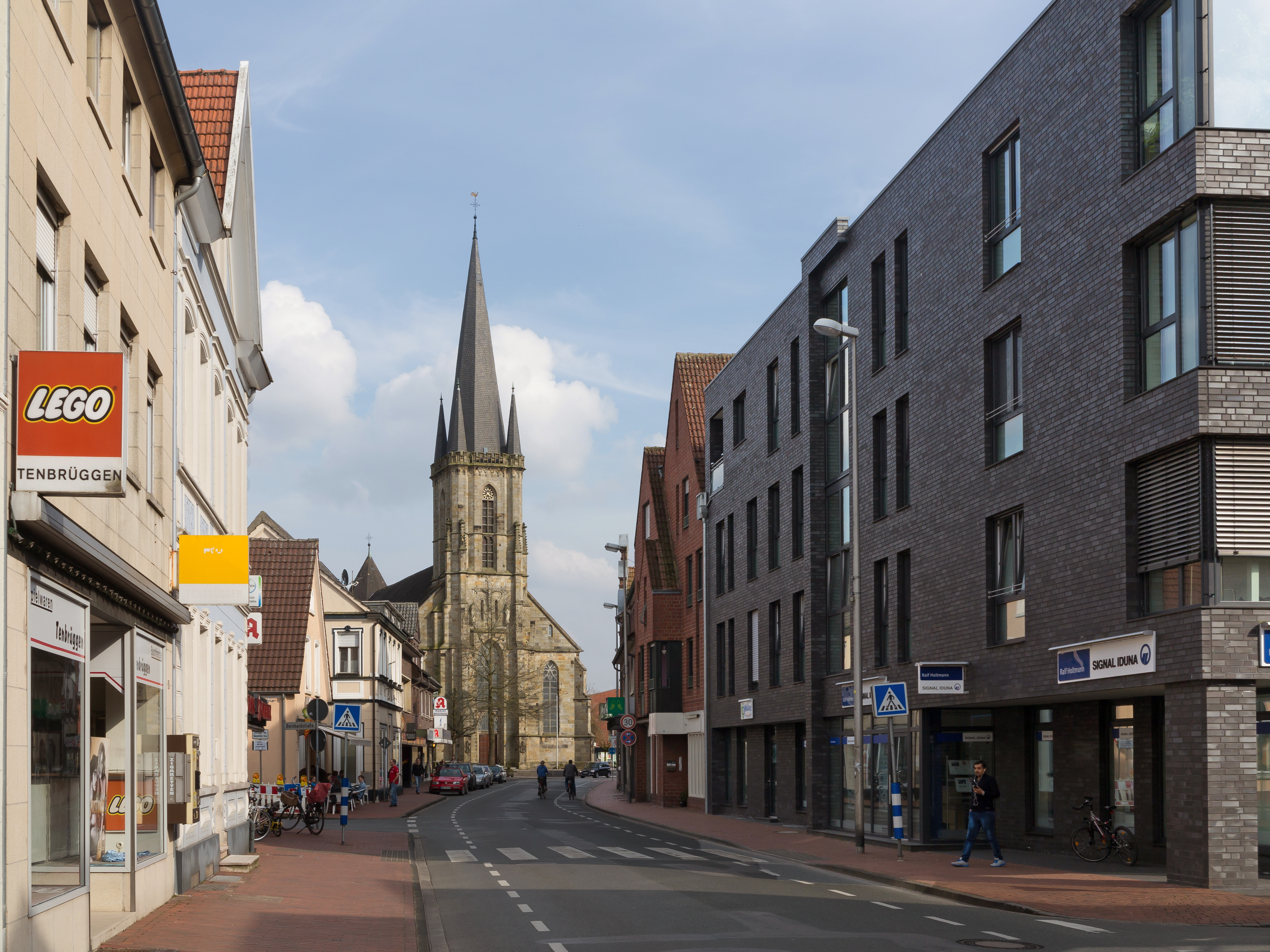
Gronauer Str. mit kath. Kirche Sankt Agatha

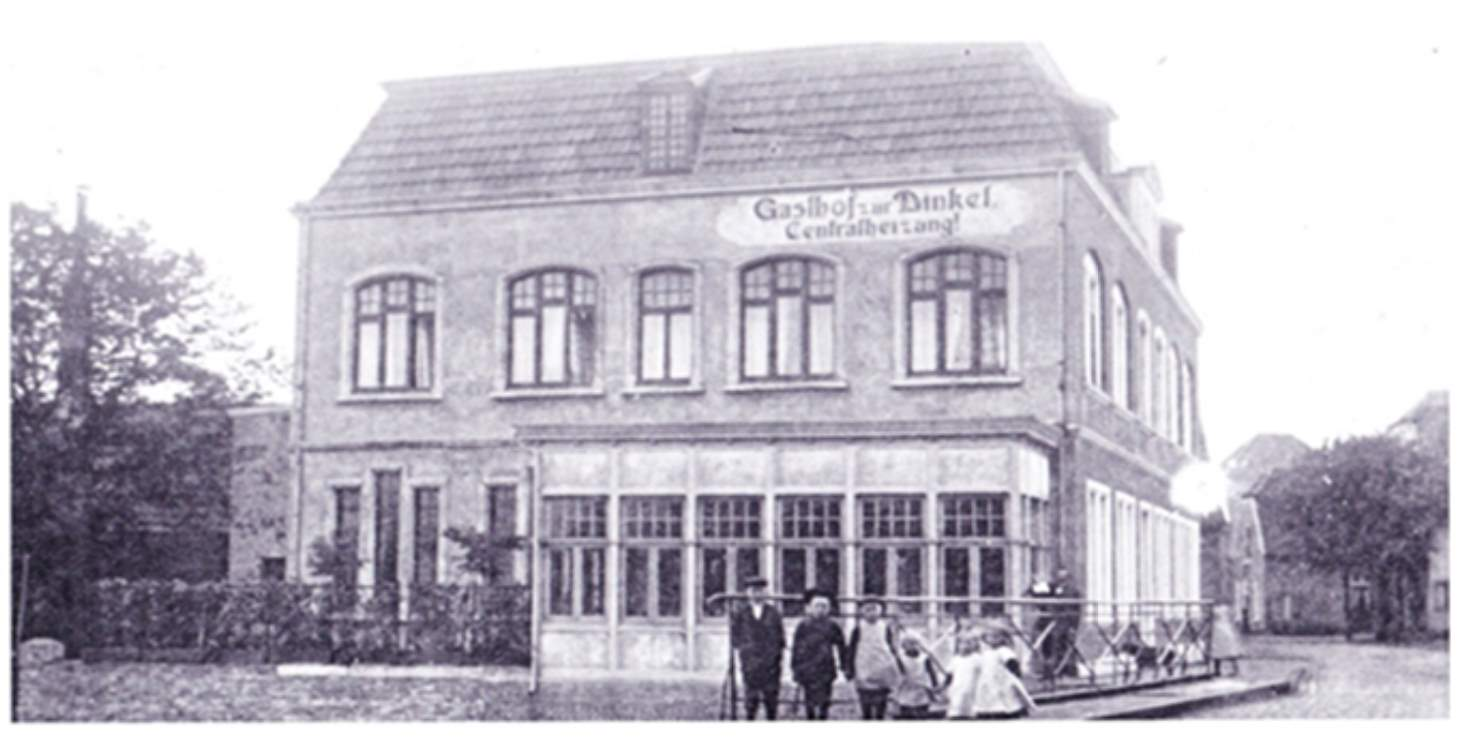
Kinder vor dem Hotel Richter um 1900

Epe ist eine ehemalige Gemeinde im Kreis Borken in Nordrhein-Westfalen an der Grenze zwischen Deutschland und den Niederlanden (nördliches Münsterland). Epe, das seit 1975 ein Stadtteil von Gronau ist, zählt rund 15.700 Einwohner und liegt an der Dinkel.

## Geographie

### Naturräumliche Lage
Epe liegt in einer Niederung der Dinkel in einer Höhe von 41 m ü. NN. Der höchste Punkt in der Bauerschaft Am Berge ist 57 m ü. NN. Zwei Bäche bilden ungefähr die Grenze der Gemarkung: Im Osten der Goorbach, im Westen der Flörbach. Westlich der Dinkelniederung an der Grenze zu den Niederlanden liegt das Amtsvenn, ein Moor- und Heidegebiet. Große Teile des Moores zwischen Epe und Alstätte sind heute Naturschutzgebiet.

### Nachbarorte
Nachbarorte sind Gronau, Ochtrup, Metelen, Nienborg, Heek, Graes, Alstätte und Enschede (NL).

### Bauerschaften

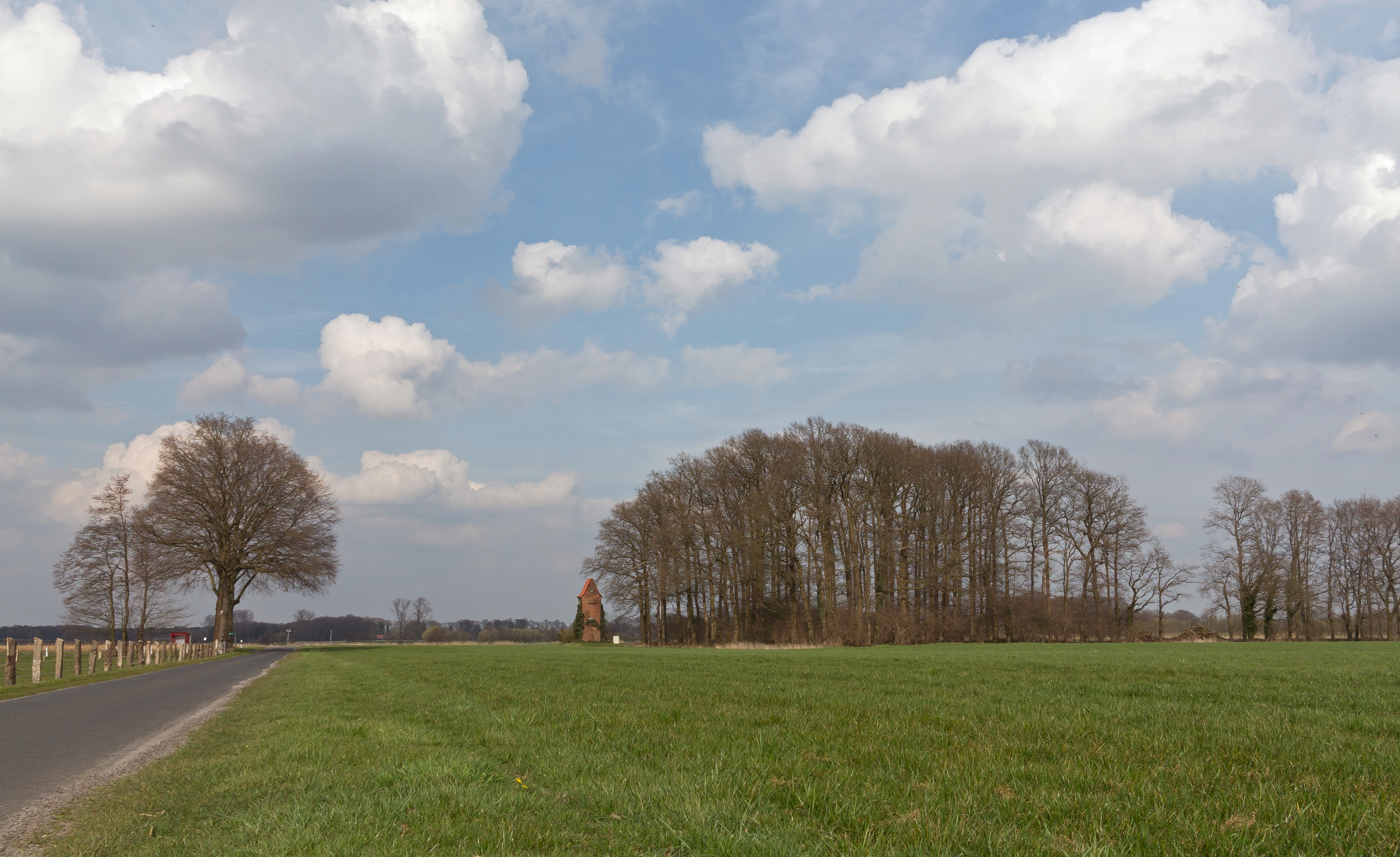
Brinkerhook, Landschaftsbild

Neben dem eigentlichen Dorf gehören eine Reihe von Bauerschaften zu Epe. Das sind (im Uhrzeigersinn, im Norden beginnend) Kloster, Riekenhof, Am Berge, Storkerhook, Füchte, Gerdingseite, Langeseite, Lasterfeld, Brinkerhook, Wieferthook, Kottigerhook und Sunderhook.
Am Berge ist die flächenmäßig größte Bauerschaft, Kottigerhook die größte nach Einwohnerzahl.
Die in der Nähe des Dorfes gelegenen Bauerschaften haben durch die Ausdehnung der Bebauung und die Ausweisung von Industriegebieten ihren bäuerlichen Charakter verloren. In den südlichen Bauerschaften (Langeseite, Lasterfeld, Brinkerhook) mit ihren Höfen und überwiegend landwirtschaftlicher Nutzfläche ist das ursprüngliche Bild der Landschaft noch erhalten.

## Geschichte

### Ortsgeschichte

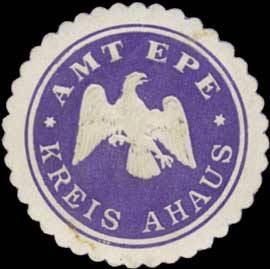
Siegel Amt Epe

Bereits in der Zeit zwischen 2000 und 1700 v. Chr. kann eine Besiedlung des Eper Gebietes nachgewiesen werden. Funde von Waffen, Schmuckstücken und Tongefäßen zeugen von dieser jungsteinzeitlichen Besiedelung. Die Funde befinden sich im Museum in Münster.

Ehem. Baumwollspinnerei Germania Epe, Werk II

Bei der etwa 1175 erbauten Kirche dürfte es sich um einen Steinbau gehandelt haben. Der noch heute erhaltene Taufstein aus dieser Zeit deutet darauf hin. Die Kirche scheint auf dem Boden des Hofes zu Epe gestanden zu haben und war somit eine Eigenkirche.
1188 fand das Dorf Epe erstmals urkundliche Erwähnung im Güterverzeichnis des Grafen Dale zu Diepenheim (heute im Rijksarchief Utrecht). Der Graf besaß ein Drittel des Kirchenpatronats. Der Name Epe ist hergeleitet vom urgermanischen Apa („Ort am Fluss/Wasser“).
1325 wurde der Hof zu Epe erstmals urkundlich erwähnt. Er war im Besitz der Herren von Keppel zu Nienborg, die lange Zeit das Patronatsrecht über die Pfarre besaßen. Heinrich von Wüllen wurde 1380 mit dem Hof zu Epe belehnt. So wurde daraus das Haus Wüllen. Es stand unmittelbar in Dinkelnähe (heute Schepers Mühle).
1400 erfolgte die erste Erwähnung von Bauernhöfen in der Langeseite und der Gerdingseite. Zehn Jahre danach erweiterte und verschönerte Herr von Plettenberg Epe.
Während des Achtzigjährigen Krieges kam es in den Jahren 1583, 1588 und 1593 zu Bränden.
1803 fiel Epe gemäß dem Reichsdeputationshauptschluss an die Grafschaft Salm-Horstmar. 1806 kam Epe zum Großherzogtum Berg unter Napoleons I. Schwager Murat und fiel 1811 an das Kaiserreich Frankreich. Infolge der Befreiungskriege und der Beschlüsse auf dem Wiener Kongress wurde Epe 1815 preußisch.
1875 wurde die Eisenbahnlinie von Gronau über Epe nach Dortmund eröffnet. 1881 erfolgte die Gründung der ersten Textilfabrik, der Weberei der Gebr. Laurenz aus Ochtrup, mit 500 mechanischen Webstühlen. Eine Spinnerei wurde 1904/1905 in Betrieb genommen. Es folgte eine Färberei. 1967 wurde das Werk geschlossen.
1882 zerstörte ein Brand den Ort großteils.
Im Jahr 1886 stürzte die Kirche des Dorfes ein.
Durch Umpfarrung der Bauerschaften Buterland und Eilermark von St. Agatha Epe nach St. Antonius Gronau im Jahr 1896 verlor Epe erhebliche Gebiete und eine große Anzahl von Einwohnern.

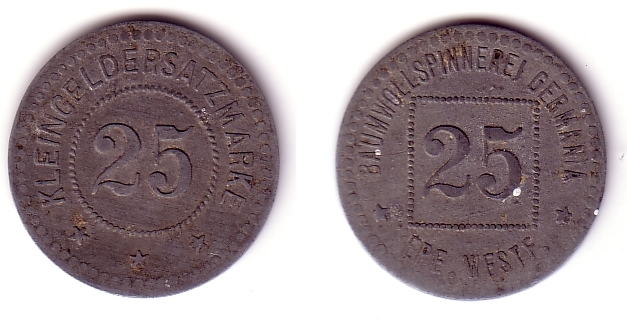
Kleingeldersatzmarke Germania Epe

1897 wurde die Baumwollspinnerei Germania durch die Fabrikantenfamilie Jannink aus Enschede gegründet. Das Werk II wurde 1910 in Betrieb genommen. Es waren bis zu 700 Arbeitskräfte beschäftigt. Nach dem Ersten Weltkrieg gab die Germania eine 25-Pfennig-Kleingeldersatzmarke als Notgeld aus. 1992 erfolgte die Schließung des Werkes. In der Nacht zum 28. Februar 2009 brach in dem Fabrikgebäude Germania II ein Brand aus, der das Gebäude vollständig zerstörte.
Durch das Aufblühen der Textilindustrie nahm die Bevölkerung um die Jahrhundertwende vom 19. zum 20. Jahrhundert wieder zu. Es wurden mehrere katholische Schulen gebaut.
1904 wurde die Eper Gasanstalt gebaut. Der Amtmann Pilatus ließ 1905 ein zentrales Wasserversorgungsnetz anlegen.
Im Jahre 1907 erhielt das Dorf eine evangelische Schule und 1911 eine evangelische Kirche. Außerdem wurde 1926 der Eper Park angelegt.

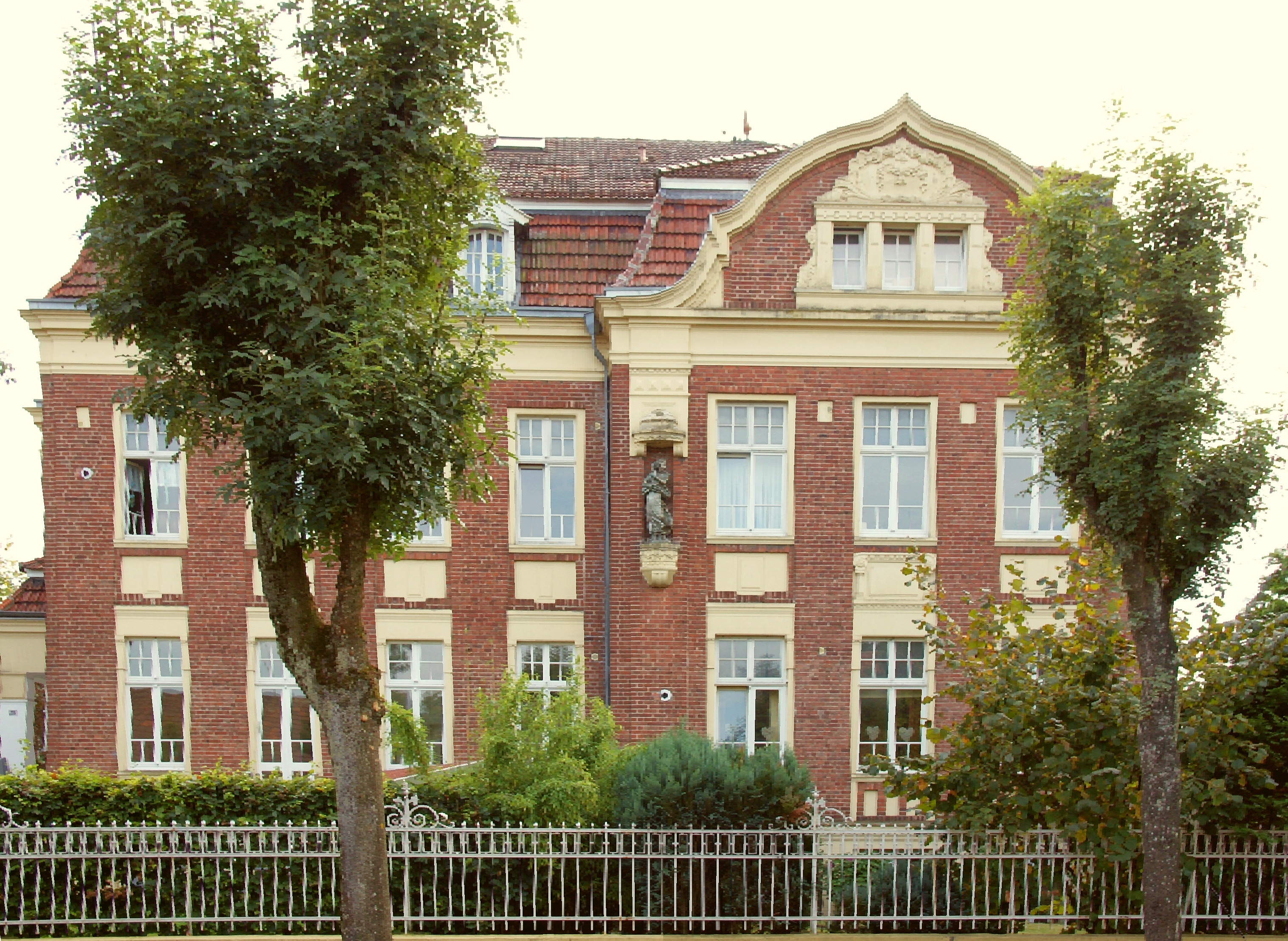
Josefstift

Am 1. April 1934 wurden die Gemeinden Dorf Epe und Kirchspiel Epe zur neuen Gemeinde Epe vereinigt.

### Jüdisches Gemeinwesen
Im Zuge der Novemberpogrome wurde die Synagoge in der Wilhelmstraße in der Nacht vom 9. auf den 10. November 1938 geschändet und in Brand gesetzt. Schließlich wurden alle Juden aus Epe (die Familien Pagener, Eichenwald, Lebenstein, de Witte, Rothschild, Andriesse) in die Vernichtungslager deportiert. Epe wurde als „judenfrei“ bezeichnet.
Der jüdische Friedhof wurde 1828 angelegt und bis 1936 für die Bestattung der jüdischen Verstorbenen aus den Gemeinden Gronau, Epe und Nienborg genutzt. Auf dem Friedhof sind noch 54 Grabdenkmäler vorhanden. Der Friedhof wird von der Stadt Gronau gepflegt. Das Gelände gehörte im Jahre 1828 zum Kirchspiel Epe, heute in der Stadt Gronau gelegen.
2008 und 2009 wurden Stolpersteine in der Oststraße und in der Merschstraße verlegt, um an die dort ehemals wohnenden und deportierten Juden zu erinnern. Der 2017 gegründete „Förderkreis Alte Synagoge Epe e. V.“ hat sich zum Ziel gesetzt, das leerstehende Synagogengebäude zu einem Gedenk- und Lernort umzugestalten. Seit 2018 steht das Gebäude unter Denkmalschutz. Die Nutzbarmachung ist für 2020 vorgesehen.

### Kommunale Gebietsreform
Im Zuge der kommunalen Gebietsreform wurde Epe, entgegen dem Wunsch vieler Bürger, am 1. Januar 1975 zu einem Ortsteil von Gronau.

### Rübezahlsiedlung

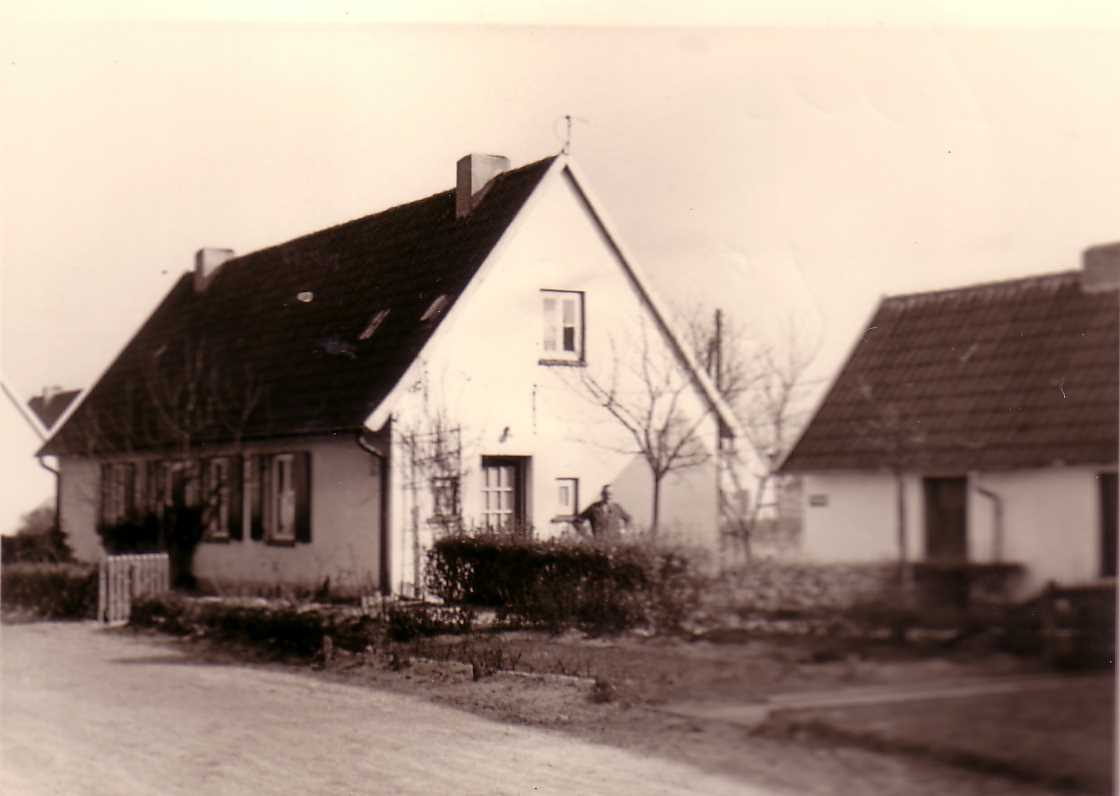
Siedlungshaus in den 1950er Jahren

Nach dem Ende des Zweiten Weltkriegs hatte es viele Vertriebene und Flüchtlinge nach Epe in Westfalen verschlagen. Epe war im Krieg kaum zerstört worden, und so wurde dem Ort eine relativ hohe Quote von ca. 2000 heimatlosen Menschen zugeteilt.
Zunächst erfolgte eine Unterbringung bei Bauern, in Privatwohnungen oder auch Baracken. Das konnte jedoch keine Dauerlösung sein. So entschloss man sich, eine Siedlung zu errichten. Die Wahl fiel auf ein Heidegebiet im Südosten von Epe, das bis dahin nur als Kadaverfriedhof genutzt worden war. Der Boden bestand vornehmlich aus weißem Sand, aus dem sich vereinzelt sogar Dünen bildeten.
Den Namen Rübezahlsiedlung erhielt das Gebiet nach der schlesischen Sagengestalt Rübezahl, denn die meisten neuen Siedler kamen aus Schlesien. Für die Siedlungsanlage wurden Grundstücke zwischen 700 und 1100 Quadratmetern festgelegt. Dadurch sollten Obst- und Gemüseanbau sowie Kleintierhaltung zur Selbstversorgung und zur Vorratsbildung für Notzeiten gefördert werden. Das Gelände stellte die katholische Kirchengemeinde am 1. Oktober 1949 zur Verfügung. Der Erbbauzins betrug einen Pfennig pro Quadratmeter und Jahr. Auf den Grundstücken wurden ab 1950 Einheitsgebäude errichtet. Zunächst wurden die Straßen Am Hünenkirchhof, An der Woeste und Am Buddenbrook bebaut. Danach folgten der St.-Georgs-Platz, der Schlesierweg, der Hohe Weg, der Birkenweg und der Föhrenkamp. Zentrum der Rübezahlsiedlung ist die Georgskirche. Sie wurde mit erheblicher Eigenleistung der Rübezahlsiedler errichtet. Der erste Geistliche war Pfarrer Josef Pohl, ebenfalls Schlesier. Nach ihm ist der Pfarrer-Pohl-Weg in der Siedlung benannt.
Bis in die 1960er Jahre wurden Traditionen aus der alten Heimat wie Erntedank, kirchliche Prozessionen und Nachbarschaftsfeste gepflegt.

### Bevölkerungsentwicklung
| Epe: Einwohnerzahlen von 1820 bis 2022 | Epe: Einwohnerzahlen von 1820 bis 2022 | Epe: Einwohnerzahlen von 1820 bis 2022 | Epe: Einwohnerzahlen von 1820 bis 2022 | Epe: Einwohnerzahlen von 1820 bis 2022 |
| -------------------------------------- | -------------------------------------- | -------------------------------------- | -------------------------------------- | -------------------------------------- |
| Jahr                                   |                                        |                                        |                                        | Einwohner                              |
| 1820                                   | 1820                                   |                                        | 1.130                                  | 1.130                                  |
| 1895                                   | 1895                                   |                                        | 6.124                                  | 6.124                                  |
| 1899                                   | 1899                                   |                                        | 3.820                                  | 3.820                                  |
| 1905                                   | 1905                                   |                                        | 4.803                                  | 4.803                                  |
| 1925                                   | 1925                                   |                                        | 6.173                                  | 6.173                                  |
| 1932                                   | 1932                                   |                                        | 7.032                                  | 7.032                                  |
| 1939                                   | 1939                                   |                                        | 7.623                                  | 7.623                                  |
| 1946                                   | 1946                                   |                                        | 9.479                                  | 9.479                                  |
| 1950                                   | 1950                                   |                                        | 9.875                                  | 9.875                                  |
| 1972                                   | 1972                                   |                                        | 13.000                                 | 13.000                                 |
| 1999                                   | 1999                                   |                                        | 15.368                                 | 15.368                                 |
| 2022                                   | 2022                                   |                                        | 15.589                                 | 15.589                                 |
| [ 12 ]                                 |                                        |                                        |                                        |                                        |

Die auffällige Kurve um 1895 entsteht durch eine Umgliederung der Eilermark von der Gemeinde Kirchspiel Epe nach Gronau.

## Kultur und Sehenswürdigkeiten
Die katholische Pfarrkirche St. Agatha ist eine neugotische Hallenkirche, die Ende des 19. Jahrhunderts errichtet wurde, nachdem die Vorgängerkirche 1886 eingestürzt war. Der Turm hat eine Höhe von 65 Metern und ist das Wahrzeichen des Ortes.
Am 1. Oktober 1967 wurde der Seelsorgebezirk St. Antonius von der Muttergemeinde St. Agatha abgepfarrt und zur Pfarre erhoben. Zum ersten Pfarrer wurde der Kaplan an St. Agatha, Matthias Offers, ernannt. Am 29. Juni 2006 wurde die Pfarrgemeinde St. Antonius Epe in die Muttergemeinde St. Agatha zurückgeführt. Die katholische St.-Antonius-Kirche wurde, neben der St.-Georg-Kirche, zur Filialkirche der Pfarrkirche St. Agatha.
Die ehemalige katholische Filialkirche St. Antonius Epe war ein moderner Kirchenbau aus den 1960er Jahren und wurde mit erheblichen Spenden der ansässigen Gläubigen gebaut. Der 35 Meter hohe Campanile stand 10 Meter abseits des Kirchenbaus. Seit 2009 gab es Pläne zum Abriss der St.-Antonius-Kirche, um auf dem Gelände ein Alten- und Pflegeheim zu errichten. Das Kirchengebäude wurde am 5. Juni 2010, 44 Jahre nach der Einweihung im Dezember 1966, durch den Leiter der Hauptabteilung Seelsorge im Bischöflichen Generalvikariat zu Münster gegen den Willen der Gläubigen profaniert. Nach der Profanierung wurde das Kirchengebäude abgerissen, der Glockenturm als letztes sichtbares Zeichen von St. Antonius Epe am 30. August 2010 gesprengt. Die Kirchenbänke sowie der Altar und andere Gegenstände der ehemaligen Kirche wurden nach Kroatien verschickt, um dort eine neue Kirche auszustatten. Viele Materialien wurden zwischengelagert und sollen nach Errichtung der St. Antoniuskapelle zurückgeführt werden. Die sakralen Gegenstände können nicht in der neuen Kapelle untergebracht werden, da diese dafür nicht genug Platz bietet. Die vier Glocken aus St. Antonius wurden in dem Kirchturm der St.-Agatha-Kirche in Epe oberhalb der bereits dort vorhandenen Glocken aufgehängt.
Die katholische Kirche St. Georg ist seit ihrer Entstehung in den 1950er Jahren Filialkirche der Pfarrkirche St. Agatha.
Die evangelische Kirche Epe wurde erst Anfang des 20. Jahrhunderts notwendig, als die Zahl der evangelischen Bürger in Folge der wachsenden Industrie auf deutlich dreistellige Werte kletterte. Ende des 19. Jahrhunderts gab es nur einzelne evangelische Familien, ganz im Gegensatz zu Gronau, dort haben die Protestanten eine beinahe 500-jährige Tradition. 1911 konnte erstmalig der Neubau zur Evangelischen Kirche eingeweiht werden.

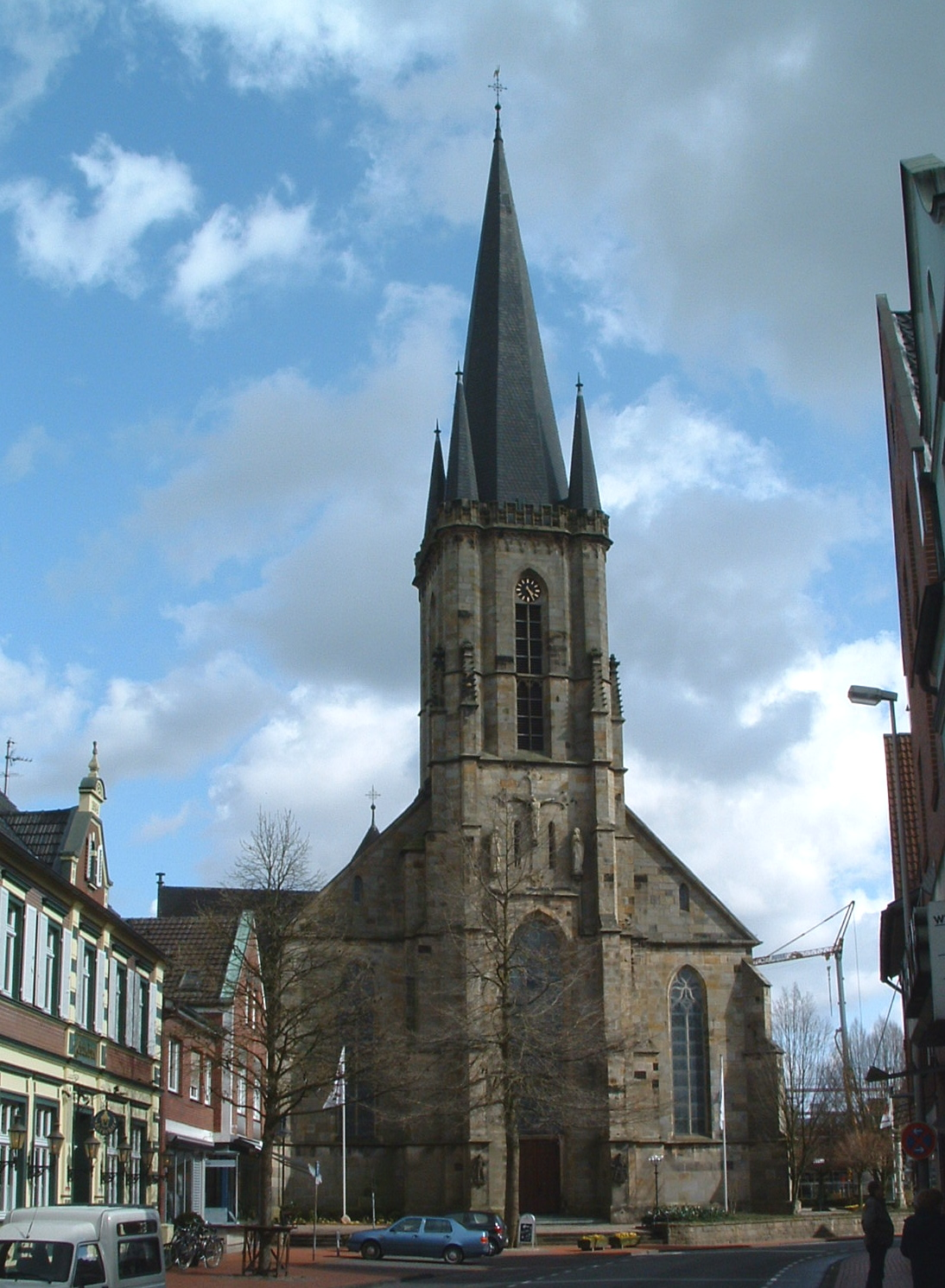
St.-Agatha-Kirche Epe
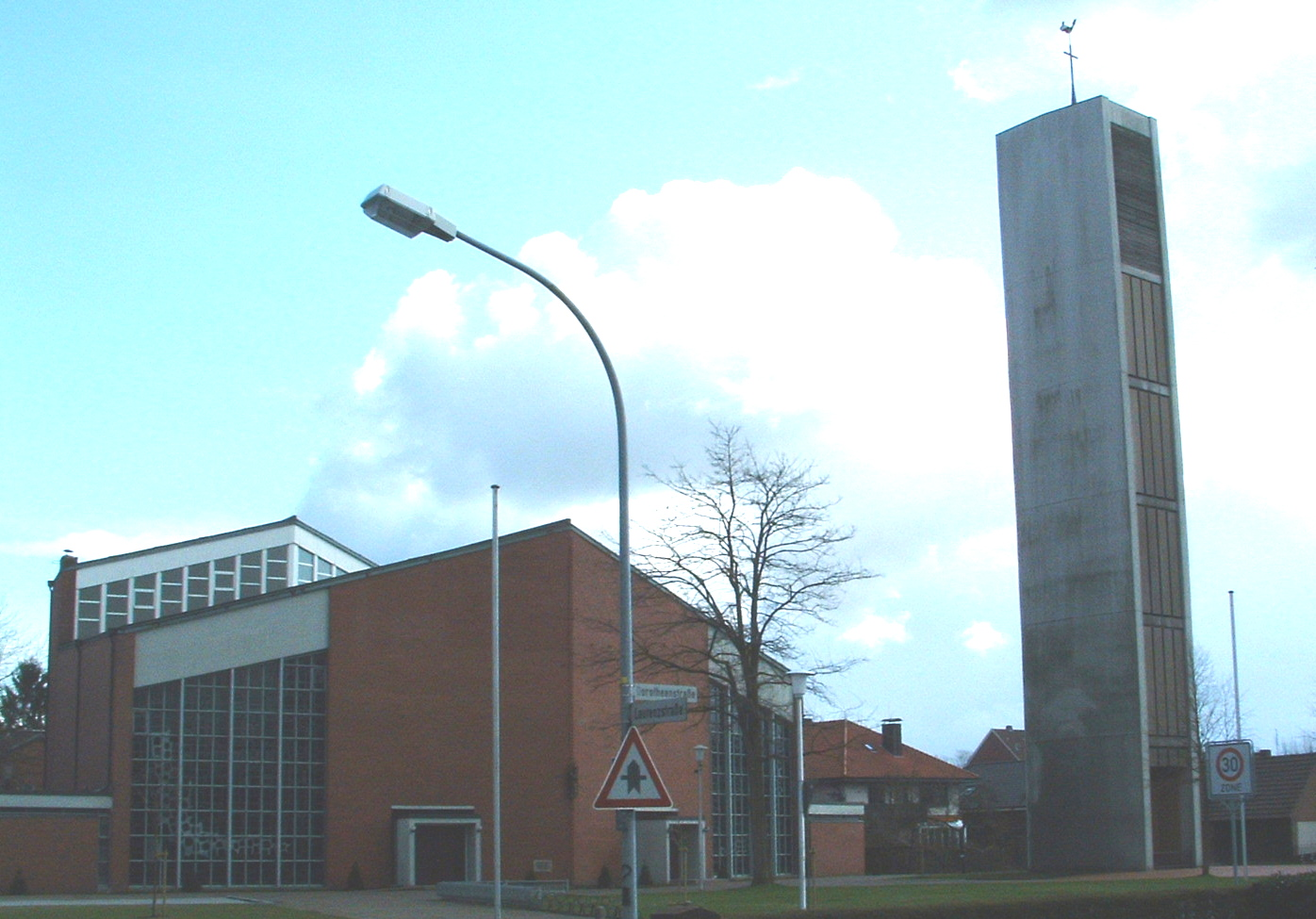
Ehemalige St.-Antonius-Kirche Epe
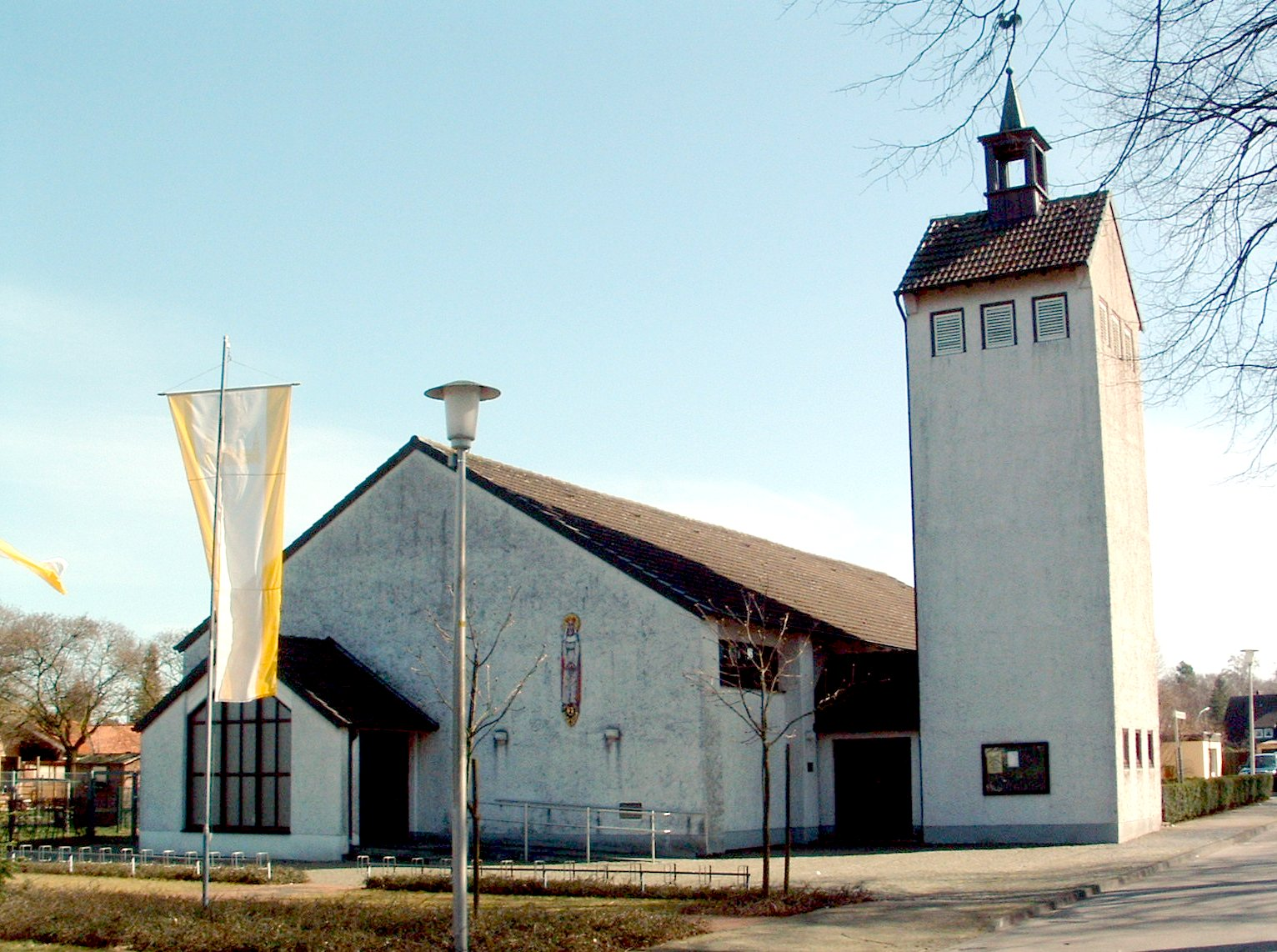
St.-Georgskirche Epe
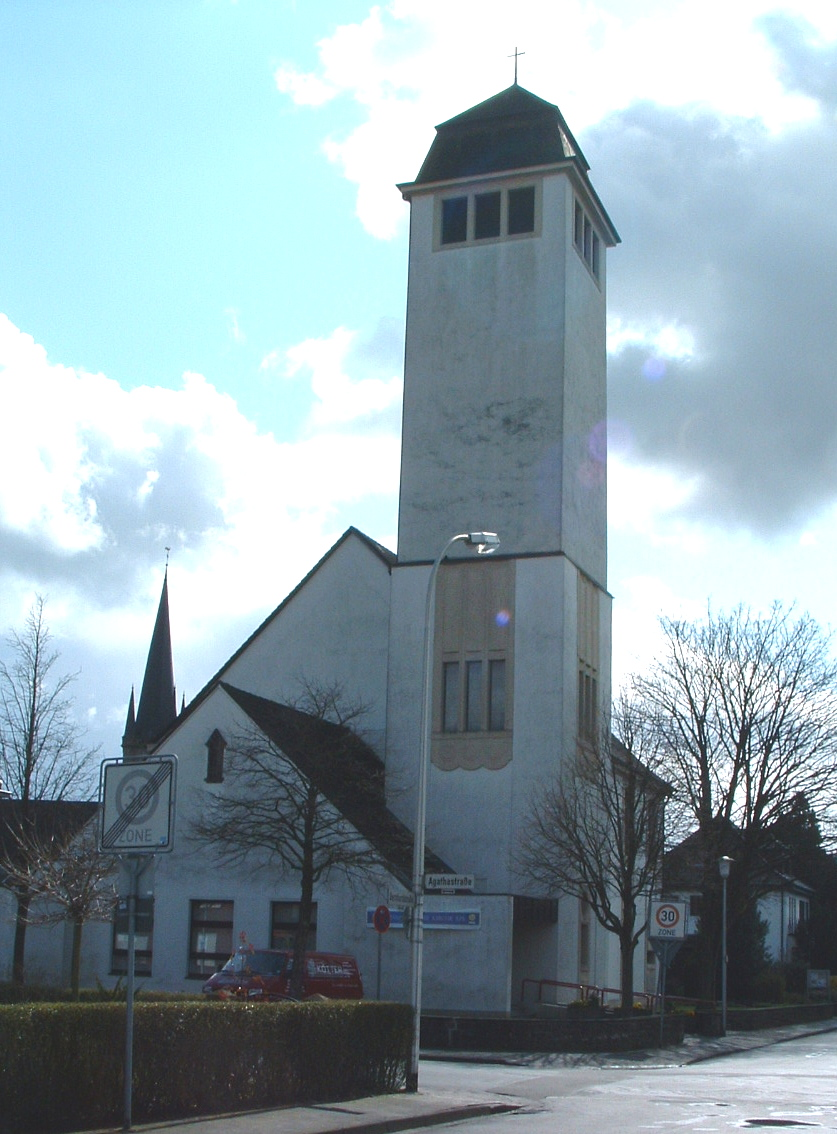
Evangelische Kirche Epe

### Denkmäler
Bei Ausschachtungsarbeiten im Jahr 1994 wurde vor dem Haus Nacke ein alter Brunnen entdeckt. Zusammen mit der Figur eines Mädchens, genannt Änneken, erinnert er an die alte Wasserversorgung in Epe.
Nach den beiden Weltkriegen versorgten sich die Bewohner mit Torf aus dem Amtsvenn als Brennmaterial. Das Torfstecherdenkmal soll an die mühsame Arbeit erinnern.
Hintergründe und Urheberschaft des Bildstocks beim Bahnhof sind unklar. Er trägt ein Kreuzigungsrelief, die Jahreszahl 1776 sowie den Namen Johannes Bernardus Ber Felt, möglicherweise als Hinweis auf den Stifter. Wie auch andere Bildstöcke und Wegkreuze der Region könnte er als Andachtsstätte für Hollandgänger gedient haben. Während der Weltkriege wurden dort vermehrt Andachten abgehalten.

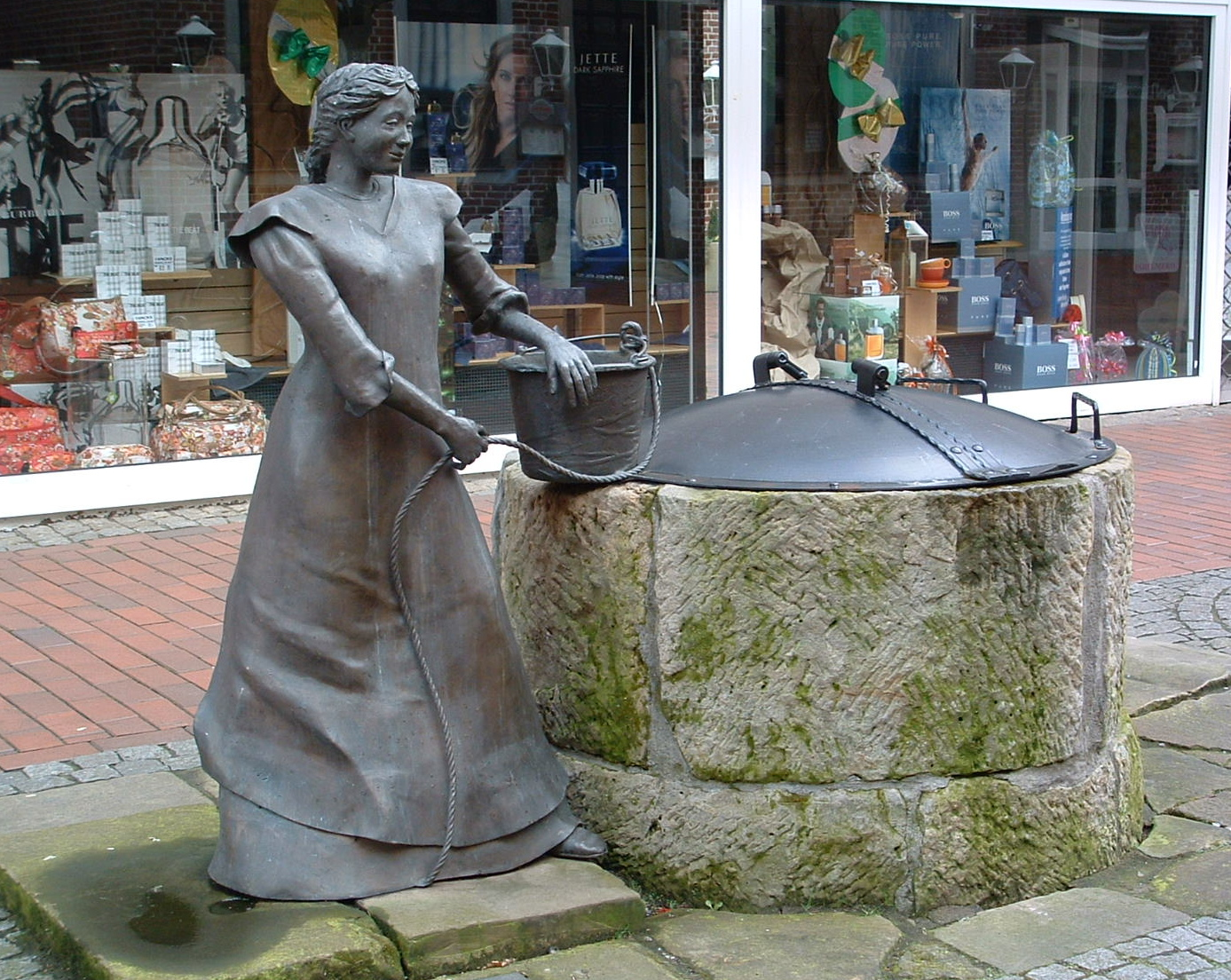
Änneken am Brunnen Nacken Pütt
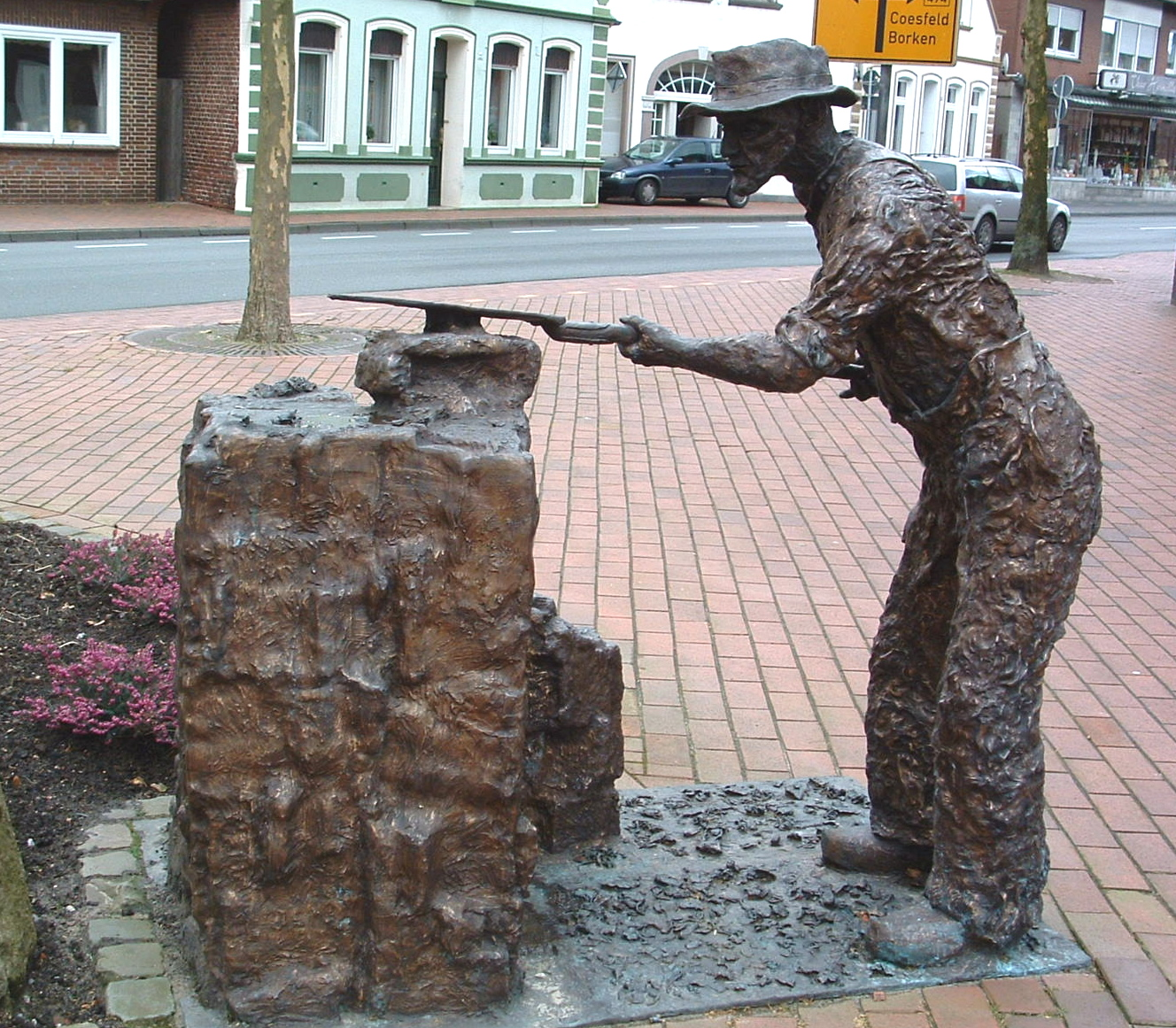
Der Torfstecher
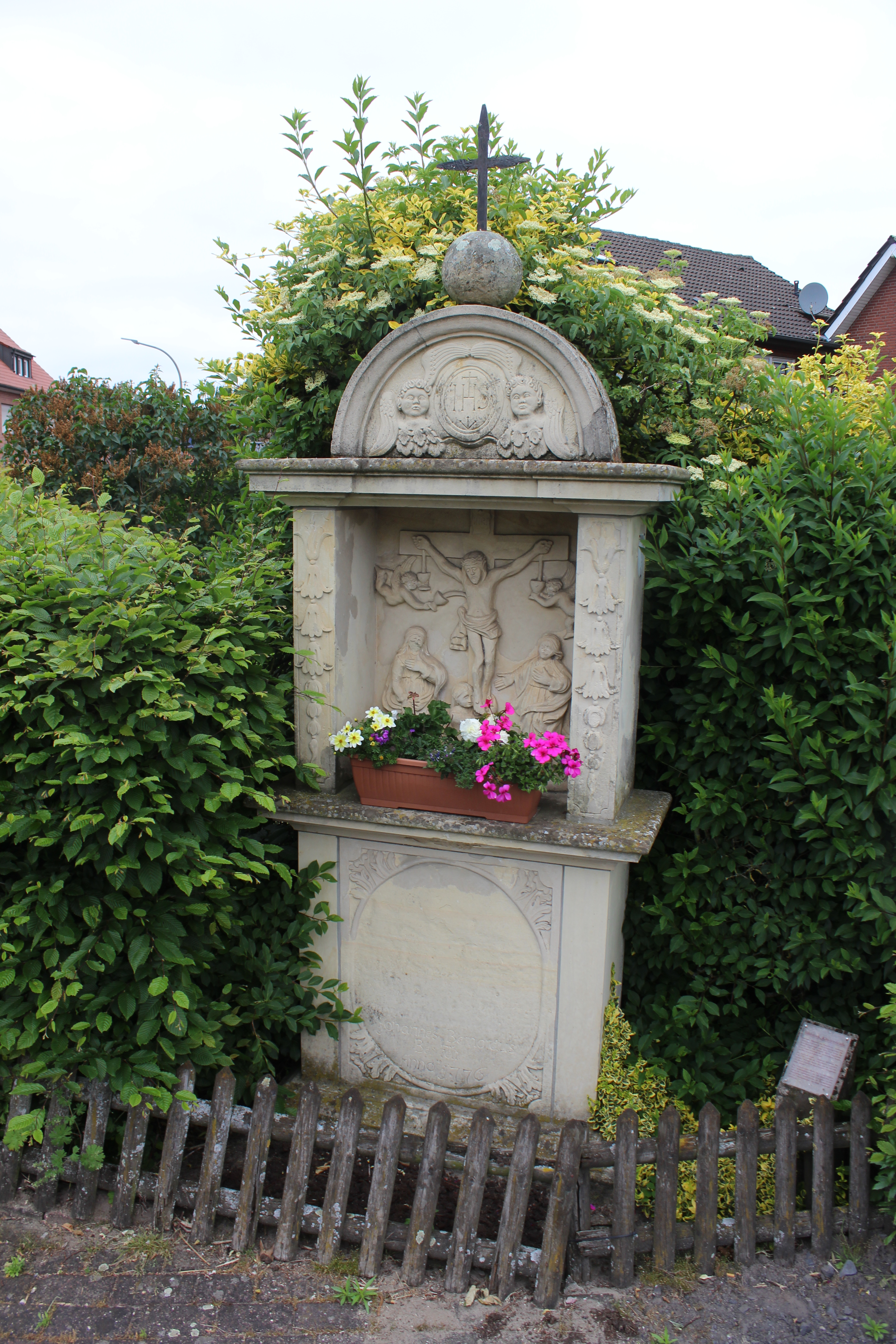
Bildstock beim Bahnhof

### Erholung
Der Eper Park am Ufer der Dinkel wurde 1926 angelegt.
Im Südosten liegt das Sport- und Freizeitzentrum Eper Bülten mit Freibad, Fußballplatz, Tennisanlage, Reitplatz, Angelteichen, Hundeplatz und Minigolfanlage.

## Bildung
Epe verfügt über drei Grundschulen:
- Georgschule
- Bernhard-Overberg-Schule
- Hermann-Löns-Schule

Die ehemaligen Schulen Carl-Sonnenschein Realschule und Hauptschule Epe gingen 2019 in die neue Euregio Gesamtschule (Sekundarstufe II) über. Viele Fach- und Allgemeinthemen der Erwachsenenbildung werden vor Ort in der Euregio Volkshochschule VHS gelehrt.

## Gesellschaftliches Leben
In Epe gibt es Kultur-, Sport-, Christliche und Jüdische- sowie soziale Vereine. Das gesellschaftliche Leben wird insbesondere durch fünf Schützenvereine, Turn- und Schwimmvereine sowie zwei Fußballvereine (Vorwärts Epe/FC Epe) geprägt.

## Heimatverein Epe
Mit fast 1000 Mitgliedern ist der 1993 gegründete Heimatverein Epe e. V. ein wichtiger gesellschaftlicher Bestandteil.
Im Heimathaus an der Von-Keppel-Straße 10 hat der Verein sein Zuhause gefunden. Mit zahlreichen Publikationen,
Initiativen und Veranstaltungen trägt der Heimatverein zur Heimatpflege, Heimatkunde und geschichtlichen Aufarbeitung bei.

## Wirtschaft und Infrastruktur

### Verkehr
Epe ist über die A 30, die A 31, die niederländische A 35, die B 54 und die B 474 zu erreichen. Der Bahnhof Epe (Westf)  liegt an der Bahnstrecke Dortmund–Gronau und wird stündlich von der Westmünsterland-Bahn (RB 51) bedient.
| Linie | Verlauf | Takt                                              |
| ----- | --- | ------------------------------------------------- |
| RB 51 | Westmünsterland-Bahn: Dortmund Hbf – Dortmund-Kirchderne – Dortmund-Derne – Lünen-Preußen – Lünen Hbf – Bork (Westf) – Selm-Beifang – Selm – Lüdinghausen – Dülmen – Lette (Kr Coesfeld) – Coesfeld (Westf) – Rosendahl-Holtwick – Legden – Ahaus – Epe (Westf) – Gronau (Westf) – Glanerbrug – Enschede De Eschmarke – Enschede Stand: Fahrplanwechsel Dezember 2023 | 60 min 20/40 min (Dortmund–Lünen, nicht sonntags) |

Epe befindet sich in der Nähe des Hafens Enschede am Twentekanal. Der nächste Flughafen ist Flughafen Münster/Osnabrück oder auf niederländischer Seite der Enschede Airport Twente.

### Wirtschaft

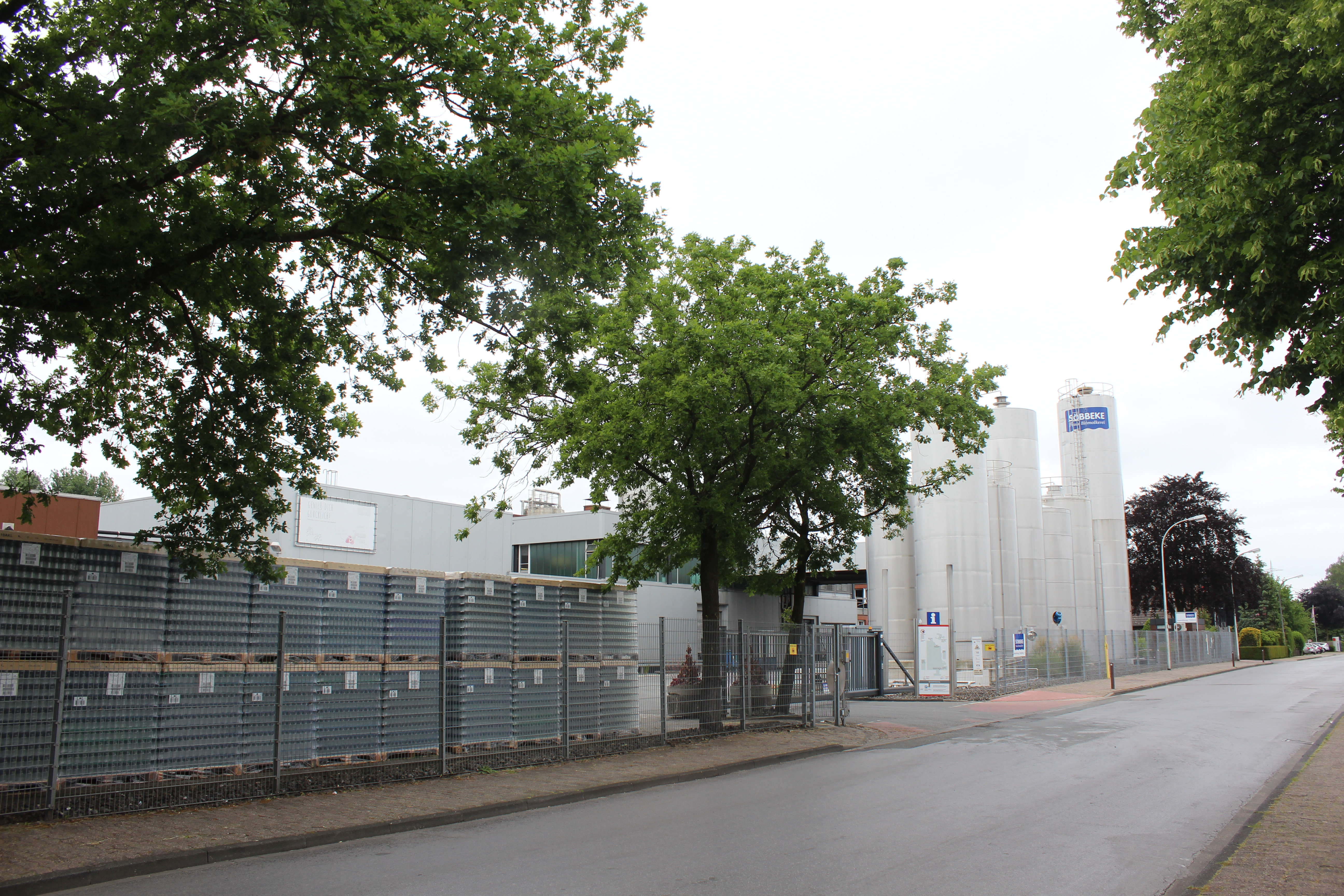
Werk der Molkerei Söbbeke

Die größten und bekanntesten Wirtschaftsunternehmen in Epe sind die Fa. Teupen und die Molkerei Söbbeke. Die Teupen Maschinenbau GmbH (ca. 30 Mio. € Umsatz, 285 Mitarbeiter) stellt mobile Arbeitsbühnen für den Innen- und Außenbereich her. Die Molkerei Söbbeke GmbH (ca. 55 Mio. € Umsatz, knapp 100 Mitarbeiter) verarbeitet Milch von Biohöfen und vertreibt die Produkte (Joghurt, Milch, Sahne, Käse usw.) deutschlandweit.
Die Salzgewinnungsgesellschaft Westfalen (SGW), ein Gemeinschaftsunternehmen von Solvay, Vestolit und Bayer, gewinnt aus den Salzlagern des Zechsteins 1 in Epe jährlich über zwei Millionen Tonnen Kochsalz, das als Sole per Leitung an Standorte der chemischen Industrie im Ruhrgebiet (Vestolit/Chemiepark Marl), am Niederrhein (Solvay in Rheinberg) und nach Belgien (Solvay) geleitet werden. Die leeren Salzlager werden als Kavernenspeicher zur Speicherung von Erdgas und Erdöl genutzt.
Im Südosten von Epe liegt eines der beiden großen Sanitätsmateriallager der Bundeswehr.

#### Ölunfall im Amtsvenn
Im April 2014 wurde festgestellt, dass an einem der unterirdischen Kavernenspeicher der strategischen Bundesreserve im Amtsvenn in 1000 Metern Tiefe große Mengen (geschätzt 200.000 Liter) Öl ausgetreten sind und an die Oberfläche gelangten. Dort bedrohen sie Naturschutzgebiete und das Grundwasser. Bis Ende Mai war aber nicht klar, ob das Öl aus dem Salzkavernenspeicher selbst oder aus einer Zuleitung kommt. Am 28. Mai 2014 gab die Bezirksregierung bekannt, dass das Ölleck am Zuleitungsrohr zur Kaverne S5 in einer Tiefe von 217 Metern gefunden wurde.

### Postwesen – Postgeschichte
- Zum 1. Januar 1830 wurde in Epe eine Postexpedition eingerichtet (preußisches General-Circular Nr. 2).
- Mit Herausgabe der ersten preußischen Briefmarken am 15. November 1850 erhielt Epe für die Entwertung der Briefmarken einen Ringnummernstempel mit der Zahl 384.[25] Alle preußischen Ringnummernstempel wurden am 31. März 1859 eingezogen.
- Die erste Postleitzahl erhielt Epe am 25. Juli 1941, zunächst 21, später 21a.
- Mit Einführung der vierstelligen Postleitzahl am 23. März 1962 wurde diese geändert in 4436.
- Zum 30. April 1977 wurde das eigenständige Postamt Epe geschlossen und dem Postamt Gronau eingegliedert.
- Seit 1. Mai 1977 wird in Epe der Poststempel GRONAU, WESTF. 2 verwendet, zusätzlich findet ein Stempel GRONAU-EPE Verwendung.
- Nach der Wiedervereinigung wurden die Postleitzahlen in Deutschland fünfstellig; so gilt seit Juli 1993 die Gronauer Postleitzahl 48599.

## Persönlichkeiten
- Bernhard Höting (1821–1898), Bischof von Osnabrück (1882–1898)
- Hermann Terdenge (1882–1959), Diplomat, Botschafter in Buenos Aires
- Josef Gesing (1886–1963), Architekt
- Heinrich Kemper (* 1897 in Epe; † 1957 in Münster), Kinderarzt und Heimatforscher
- Walter Werner (1912–1998), Landtagsabgeordneter, lebte nach dem Zweiten Weltkrieg in Epe
- Josef Amshoff (1914–2001), Prior im Redemptoristenorden
- Edilbert Dinkelborg, OFM (1918–1991), Bischof von Oeiras-Floriano im Nordosten Brasiliens (1959 bis 1991)
- Hubert Behler (1927–2010), von 1962 bis 1975 Gemeindedirektor in Epe
- Peter Rohrsen (* 1942), Kulturwissenschaftler und Teeexperte
- Anne Garbe (* 1945), Landtagsabgeordnete (SPD)
- Gregor Luthe (* 1970), Unternehmer, Chemiker und Toxikologe
- Judith Lindebaum (* 1981), Fernsehmoderatorin